# Aenictogomphus rectus
Aenictogomphus rectus är en mångfotingart som beskrevs av Demange 1966. Aenictogomphus rectus ingår i släktet Aenictogomphus och familjen Gomphodesmidae. Inga underarter finns listade i Catalogue of Life.